# Anthony Adams (Drehbuchautor)
Anthony Leigh Adams ist ein Autor, Produzent und Regisseur mit den Schwerpunkten Film, Fernsehen und Theater. Er ist auch als Komponist tätig.

## Leben und Karriere
Anthony Adams ist der Mitbegründer der Firma Adams Entertainment, mit der er seine beruflichen Aktivitäten unternimmt.
Für das Fernsehen hat er über 30 Episoden für so unterschiedliche Serien wie Duck Tales für Disney Animation, Fragglerock für Marvel Entertainment und She Wolf von London für Universal Television geschrieben. Er schrieb und produzierte auch den ABC-Film Mein Chef – Das Schwein! (1997) mit Harry Hamlin und den NBC-Film Hilflos ausgeliefert (1994) mit der Emmy-Gewinnerin Leigh Taylor Young. Mit seiner Partnerin Christina Adams hat er Film- und Fernsehprojekte für eine Reihe von Studios und Produktionsfirmen geschrieben, produziert und entwickelt, darunter Disney, Warner Bros., Universal, ABC, CBS, NBC und TBS.
Neben seiner Arbeit in Film und Fernsehen ist Anthony Adams ein versierter Dramatiker und Komponist. Er hat viele seiner originalen Stücke und Musicals in London und San Diego gedreht, darunter The Adventures of Olig und Obster, Ein Lied für Gar, Ein Auge in jedem Kopf und Der große Relativitätsbombenplan. Er komponierte auch Musik für die nationale Tourneeproduktion von The Grapes Of Wrath mit Ed Harris und tourte als Performer mit dem Harry Partch Ensemble.
Das Spielfilmregiedebüt von Anthony Adams, Lost Lake, das er mit seiner Partnerin Christina Adams schrieb, wurde von Warner Brothers Home Video nach einem begrenzten Kinostart auf DVD veröffentlicht. Er schrieb auch die Lieder für den Film.

## Filmografie (Auswahl)

### Produzent
- 1994: Hilflos ausgeliefert (Murder or Memory?: A Moment of Truth Movie; Fernsehfilm)
- 2003: Peak Experience; auch Regie

### Autor
- 1994: Hilflos ausgeliefert (Murder or Memory?: A Moment of Truth Movie; Fernsehfilm)
- 1997: Mein Chef: Das Schwein! (Badge of Betrayal; Fernsehfilm)